# Grupo Cine
O Grupo Cine é uma empresa privada brasileira, que atua no ramo de exibição cinematográfica. Está presente em 22 cidades de oito unidades da federação de todas as regiões do Brasil sendo que seu parque exibidor é formado por 22 complexos, perfazendo 66 salas de cinema, média de 3,00 salas por complexo. Suas 11 206 poltronas perfazem uma média de 169,78 assentos por sala.

## História
O empreendedor pernambucano Francisco Severino da Silva, que migrou para São Paulo aos quatorze anos em 1971, já atuava no ramo de equipamentos cinematográficos antes de adentrar ao mercado exibidor. Proprietário da empresa Santa Clara Poltronas, fabricava e distribuía telas, projetores, porta copos, equipamentos de sonorização e iluminação além, é claro, de poltronas, que lhe conferiram os epítetos de "rei das poltronas" e "Chiquinho da Santa Clara".
Foi em 2002 que abriu o seu primeiro cinema, na cidade de Três Corações, atualmente administrado pelo rede Cine A. Expandiu a empresa abrindo complexos nas cidades de Itapetininga e Andradina, no Estado de São Paulo, e também na cidade de Patos, na Paraíba, este último em dezembro de 2004.  Adentrou no mercado exibidor de Santa Catarina ao inaugurar cinemas nas cidades São Francisco do Sul, Rio do Sul e Videira, os dois últimos ano de 2007. Quando da abertura desses primeiros cinemas, utilizava a marca Cine Center.
No que se refere ao processo de digitalização, onde os antigos projetores de película 35mm são substituídos por equipamentos digitais, alcançou 100% de suas salas, sendo um dos primeiros entre as pequenos e médios exibidores brasileiras a alcançar esse patamar. Possuindo um parque exibidor pouco expressivo, com média de 3 salas, ocupou a 24ª posição entre os maiores exibidores brasileiros por número de salas (dados de setembro de 2014).
Em virtude da redução na disponibilização de cópias legendadas dos filmes, como conseqüência da mudança  da preferência do público (que passou a apreciar o filme dublado), a empresa implantou em 13 de fevereiro de 2015 o programa "sexta legendada",  que objetiva atender ao público que aprecia a manutenção o som original das películas, com o lançamento da semana sendo exibido legendado na última sessão do dia. Outro evento notável é a "sexta do trabalhador", que dá 50% de desconto às pessoas que apresentarem sua carteira de trabalhou o contracheque atualizado nos cinemas da rede. Com relação a localização, seus complexos encontram-se instalados em centros comerciais (shopping e supermercados) - a única exceção foi o Cine Center de Mogi Mirim, primeira "sala de rua" da rede, cujas atividades foram encerradas em julho de 2015.
A rede também é signatária do termo de compromisso firmado entre a ANCINE e as empresas distribuidoras e exibidoras em dezembro de 2014, que tem o objetivo de limitar o número de cópias dos mega lançamentos nos cinemas, que reduziam as opções do público e comprometiam a diversidade dos títulos. Por esse acordo, complexos de duas a quatro salas somente podem disponibilizar o mesmo filme no máximo em duas salas.

### Crescimento em 2020
Mesmo com a pandemia da Covid 19 que assolou o mundo, e consequente suspensão das atividades das salas de cinema a maior parte do ano de 2020, o Grupo Cine logrou expandir a sua rede com três novos complexos, perfazendo dez novas salas. As inaugurações ocorrem nas cidades de Amargosa, Tucuruí e Pacajus. 
Desta forma, a região norte do Brasil, unica das regiões brasileiras sem atuação da rede, passou a ter o Grupo Cine entre seus exibidores.

### Empresas homônimas e distribuição
O Grupo Cine possui uma empresa homônima no Uruguai, sendo que o sítio da internet é semelhante ao brasileiro, mudando apenas o domínio de topo, sem que haja ligação societária entre ambas. Com três complexos em Montevidéu e um na cidade de Rivera, é um dos principais exibidores daquele país sul-americano.
A rede também presta serviço de intermediação entre distribuidoras de filmes e pequenos exibidores de cidades do interior. Um exemplo é o CineMaxxi da cidade de Guarabira, Paraíba, que conta com os serviços do Grupo Cine para obtenção de películas cinematográficas junto às empresas detentoras dos títulos.

## Público
Abaixo a tabela de público e sua evolução de 2008 a 2019, considerando o somatório de todas as suas salas a cada ano. A variação mencionada se refere à comparação com os números do ano imediatamente anterior. Os dados foram extraídos do banco de dados Box Office do portal de cinema Filme B, à exceção dos números de 2014 e 2015, que se originam do Data Base Brasil.. Já os dados de 2016 em diante procedem do Relatório "Informe Anual Distribuição em Salas Detalhado", do Observatório Brasileiro do Cinema e do Audiovisual (OCA) da ANCINE.
No período avaliado, é possível notar um crescimento de 566,34% entre os frequentadores dos cinemas da rede. Sua maior realização nio período foi o aumento de mais de 35% em 2017, quando ocorreu forte retração do mercado brasileiro de cinema. 
| Ano  | Público total | Ranking no país | Market Share | Variação |
| ---- | ------------- | --------------- | ------------ | -------- |
| 2008 | 143 575       | 43º             | 0,17%        | ano-base |
| 2009 | 242 547       | 35º             | 0,21%        | 68,93%   |
| 2010 | 293 421       | 32º             | 0,22%        | 20,97%   |
| 2011 | 345 278       | 33º             | 0,24%        | 17,67%   |
| 2012 | 414 145       | 32º             | 0,28%        | 19,95%   |
| 2013 | 390 056       | 32º             | 0,26%        | 5,82%    |
| 2014 | 599 217       | 27º             | 0,38%        | 53,62%   |
| 2015 | 644 500       | 27º             | 0,38%        | 8,30%    |
| 2016 | 817 462       | 27º             | 0,45%        | 26,84%   |
| 2017 | 1 104 743     | 24º             | 0,62%        | 35,14%   |
| 2018 | 956 693       | 24º             | 0,62%        | 13,40%   |
| 2019 | 1 096 403     | 22º             | 0,63%        | 13,40%   |

## Ligações Externas
- [www.grupocine.com.br «Sítio oficial»] Verifique valor |url= (ajuda)
- Grupo Cine no Facebook